# 特里普拉土著民族主義黨
特里普拉土著民族主義黨（英語：Indigenous Nationalist Party of Twipra，簡稱INPT）是印度特里普拉邦的政黨，於2002年由當地已解散的武裝特里普拉國家志願者領導人比乔伊·库马尔·朗卡瓦創立，2021年6月與提普蘭國家黨一起併入另一政黨特里普拉土著進步地區聯盟。